# Nikolauskirche (Krakau)

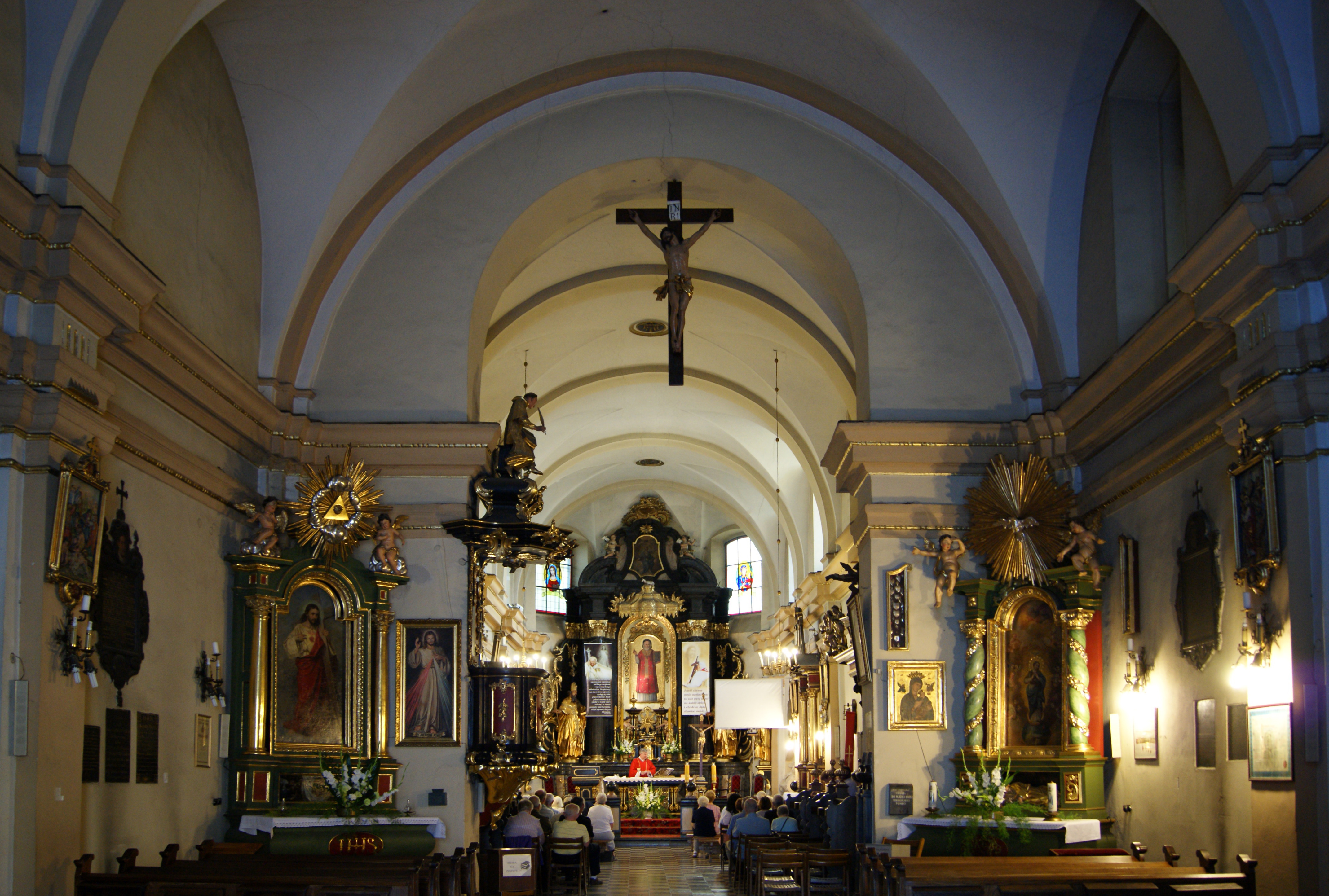
Innenraum

Die Nikolauskirche  (polnisch Kościół św. Mikołaja) in Krakau ist eine katholische Barockkirche an der ul. Mikołaja Kopernika 9 im Stadtteil Wesoła. 

## Geschichte
Auf dem Handelsweg von Krakau nach Kiew entstand im 11. Jahrhundert im damaligen Krakauer Vorort Wesoła ein romanischer Bau als Benediktinerkirche der Abtei Tyniec, was die Bulle von Papst Gregor IX. von 1229 bestätigte. Ab dem 14. Jahrhundert diente sie auch als Pfarrkirche von Wesoła. Um 1400 wurde der romanische durch einen gotischen Bau ersetzt. Im Jahr 1467 wurde sie von den Benediktinern an die Krakauer Akademie vermacht. Während der Schwedischen Sintflut wurde die Kirche wie viele Kirchen in den Krakauer Vororten außerhalb der Stadtmauern schwer in Mitleidenschaft gezogen. Der Wiederaufbau erfolgte von 1677 bis 1684 im barocken Stil. Anfang des 20. Jahrhunderts wurde die Kirche unter Leitung von Aleksander Biborski renoviert. 
Im Jahr 1910 heiratete Feliks Dzierżyński in der Kirche Zofia Dzierżyńska. Daher halfen nach dem Zweiten Weltkrieg Einheiten der Roten Armee bei der Beseitigung von Kriegsschäden. 
In der Kirche befinden sich zahlreiche Elemente und Kunstwerke aller Bauepochen.